# Confrides
Confrides ist eine Gemeinde (municipio) im Südosten von Spanien in der Provinz Alicante in der Valencianischen Gemeinschaft. 2024 hatte die Gemeinde 296 Einwohner.

## Geografie
Confrides liegt etwa 50 Kilometer nordnordöstlich von Alicante nahe der Mittelmeerküste in einer Höhe von ca. 785 m.

## Demografie
| 1842 | 1900 | 1930 | 1950 | 1970 | 1981 | 1991 | 2001 | 2011 | 2021 |
| ---- | ---- | ---- | ---- | ---- | ---- | ---- | ---- | ---- | ---- |
| 628  | 864  | 816  | 788  | 516  | 377  | 297  | 309  | 283  | 282  |

## Sehenswürdigkeiten
- Reste der Burg von Confrides (auch: Castell d’Alfofra)
- Josephuskirche

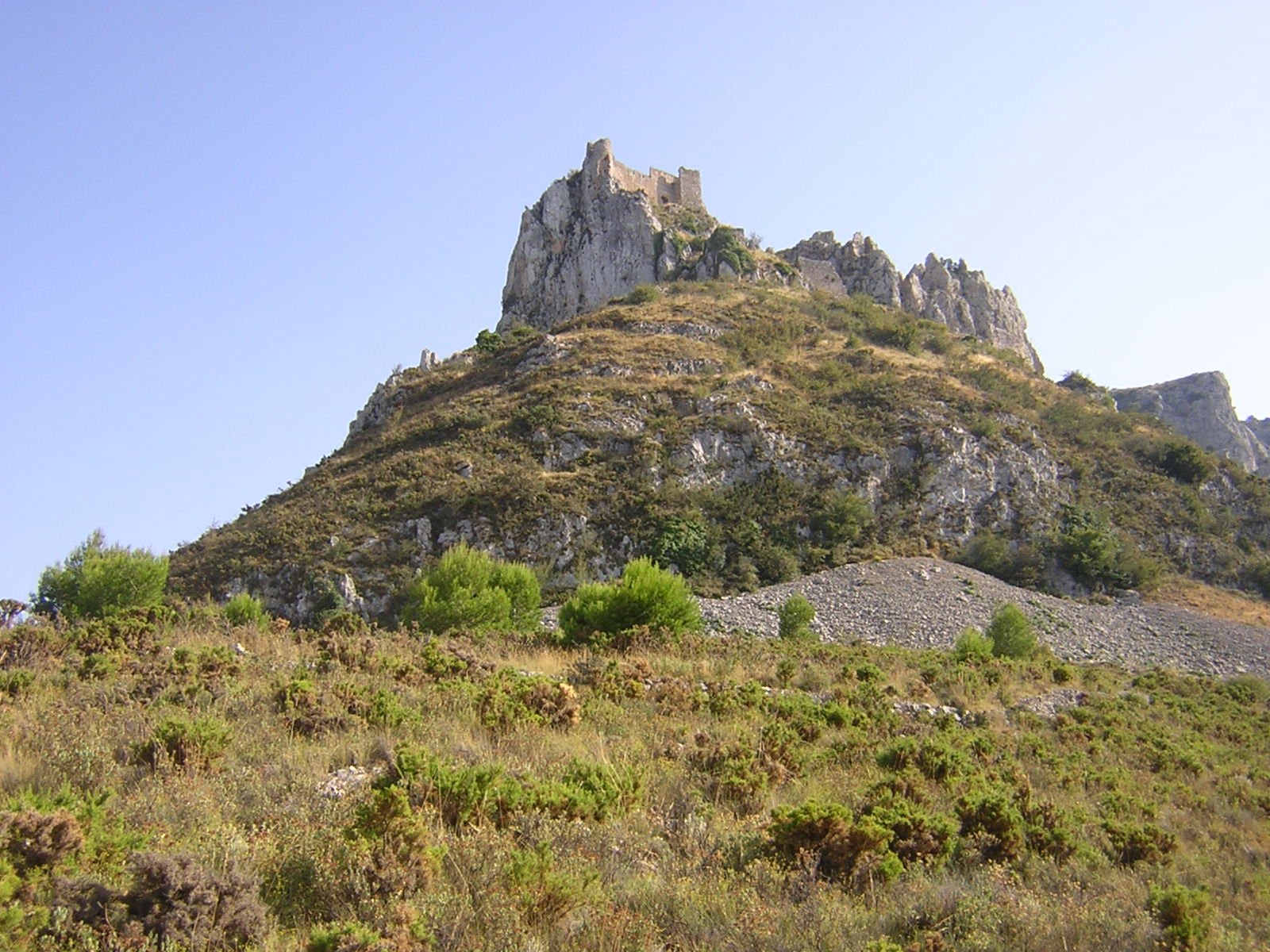
Reste der Burg von Confrides
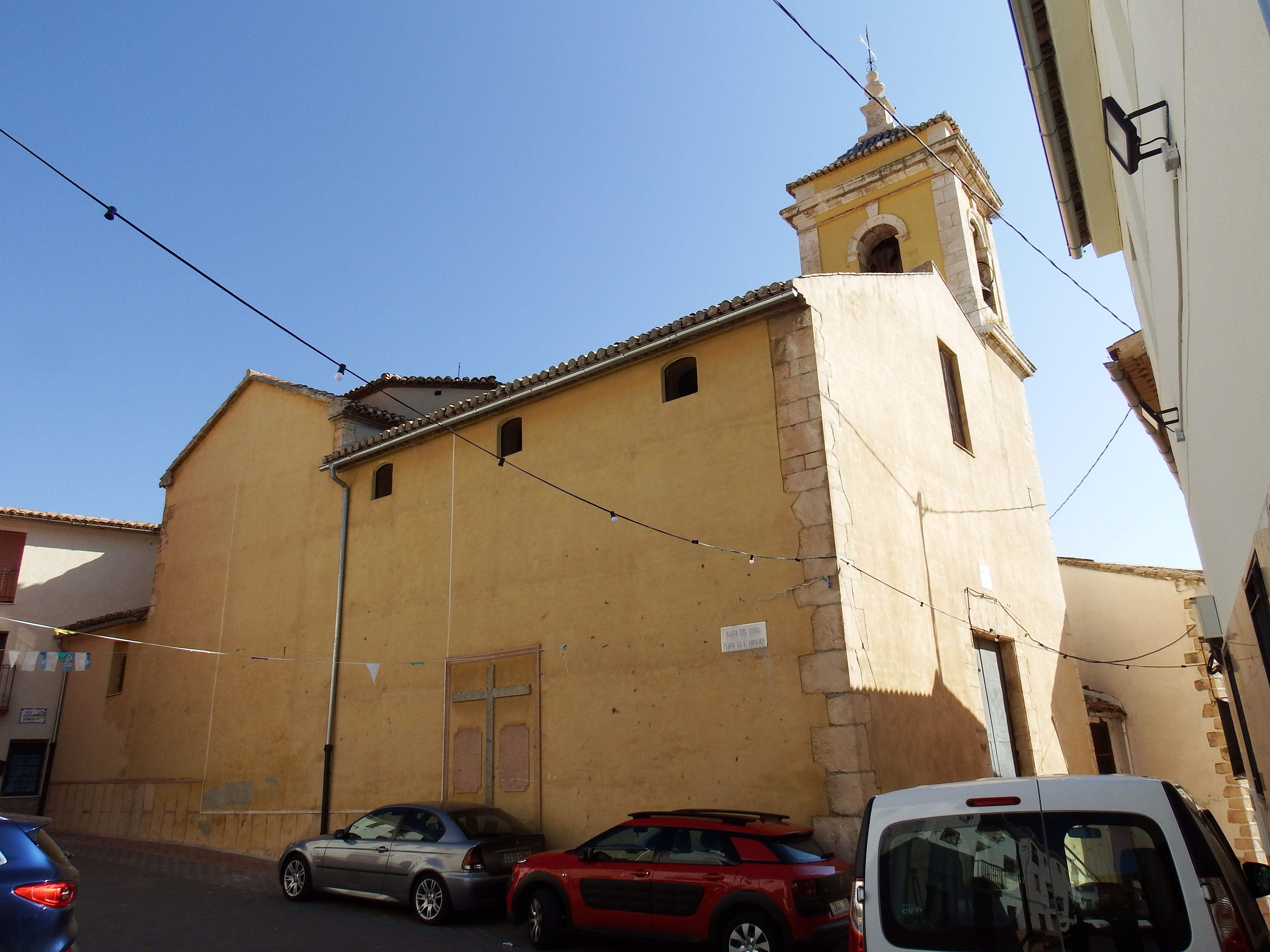
Josephuskirche
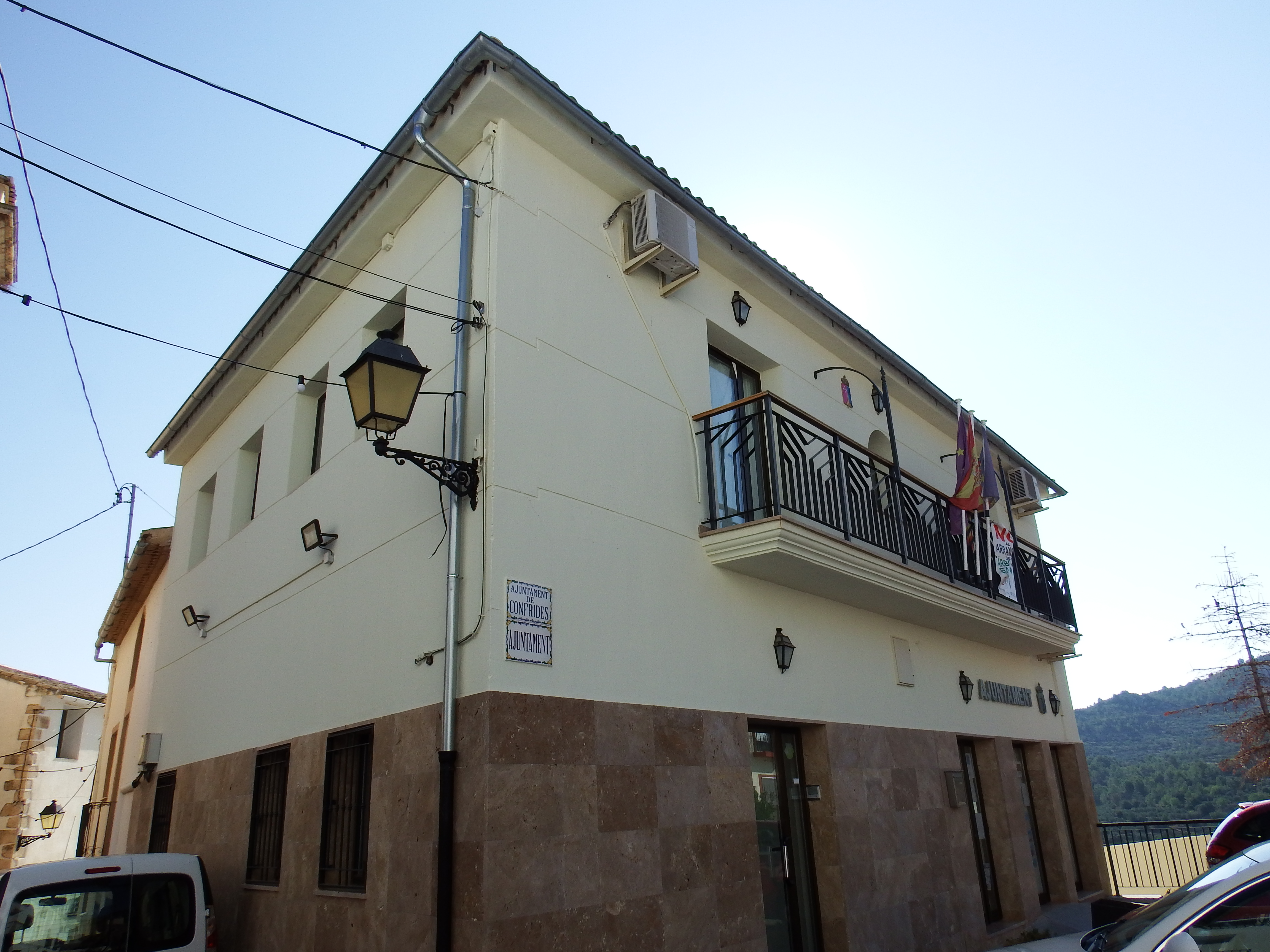
Rathaus